# Cossypha polioptera
Cossypha polioptera là một loài chim trong họ Muscicapidae.